# Edgardo Toetti

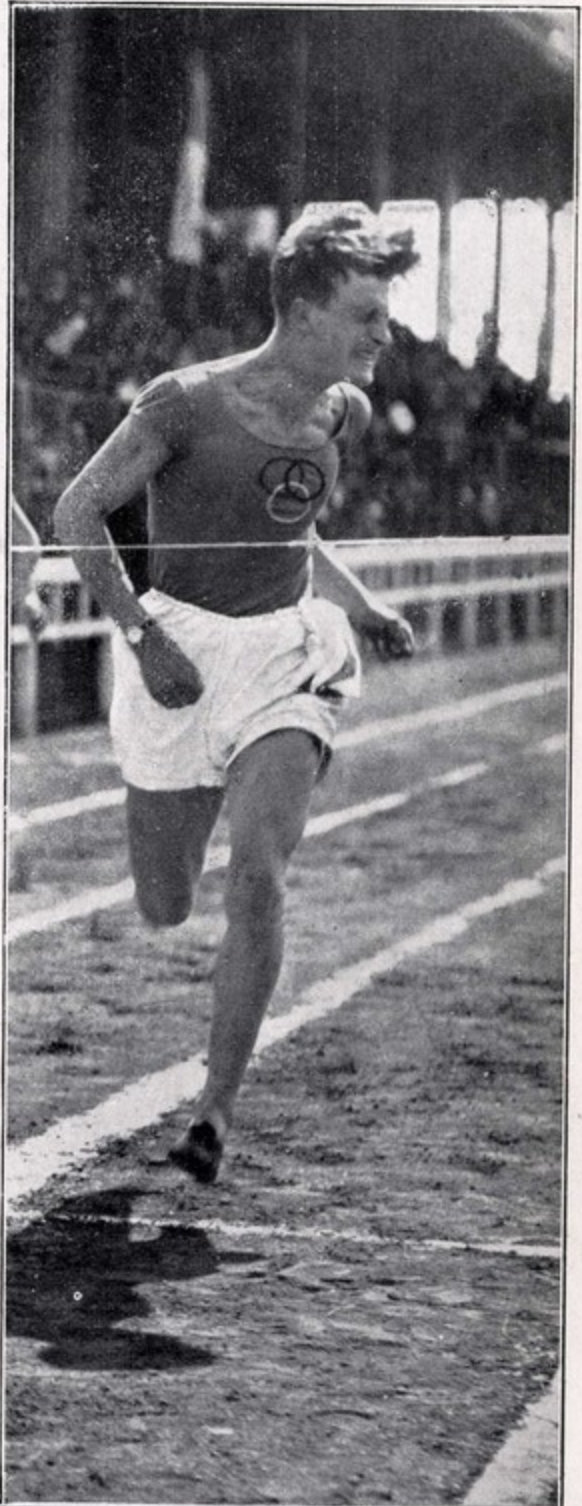
Edgardo Toetti

Edgardo Toetti (* 10. Juli 1910 in Mailand; † 2. Juni 1968) war ein italienischer Leichtathlet.
Toetti trat bei den Olympischen Spielen 1928 in Amsterdam im 100-Meter-Lauf und im 200-Meter-Lauf sowie in der 4-mal-100-Meter-Staffel an, schied jedoch jeweils in den Vorläufen aus. Bei den Olympischen Spielen 1932 in Los Angeles gewann er gemeinsam mit Giuseppe Castelli, Ruggero Maregatti und Gabriele Salviati die Bronzemedaille in der 4-mal-100-Meter-Staffel hinter den Mannschaften aus den Vereinigten Staaten und Deutschland. Bei den Leichtathletik-Europameisterschaften 1934 in Turin belegte er mit der Staffel den vierten Rang.
Edgardo Toetti war 1,87 m groß und wog 80 kg. Er startete für den SC Italia Milano.